# Wilfried Trott
Wilfried Trott (Wuppertal, 25 de juliol de 1948) va ser un ciclista alemany. Malgrat no passar mai al professionalisme, va guanyar nombroses curses i va participar en els Jocs Olímpics de 1972 i 1976.

## Palmarès
- 1970
  - Vencedor de 2 etapes a la Volta a Irlanda
- 1971
  - Vencedor de 3 etapes a la Volta a Irlanda
- 1972
  - 1r a la Volta a Colònia amateur
  - 1r a la Volta a Düren
- 1975
  -  Campió d'Alemanya amateur en ruta
  - Vencedor d'una etapa a la Volta a Renània-Palatinat
- 1976
  - 1r a la Volta a Colònia amateur
- 1977
  -  Campió d'Alemanya amateur en ruta
  - Vencedor de 2 etapes a la Volta a Renània-Palatinat
- 1979
  - 1r a la Volta a Colònia amateur
  - 1r a la Volta a Düren
  - Vencedor d'una etapa a la Volta a la Baixa Saxònia
- 1980
  - 1r a la Volta a Düren